# Reigerlütersen
Koordinaten: 51° 25′ 1″ N, 9° 4′ 12″ O
Reigerlütersen ist eine Dorfwüstung in der Gemarkung von Külte, einem Ortsteil der Stadt Volkmarsen im Landkreis Waldeck-Frankenberg in Nordhessen.

## Geographische Lage
Das einstige Kirchdorf befand sich rund 1,5 km nördlich von Külte auf etwa 203 m am Südosthang der 220 m hohen Erhebung Braunberg, nahe einer dortigen Quelle, die in die südlich vorbeifließende Wilpe entwässert. Die Kreisstraße 4 von Külte nach Herbsen verläuft westlich, die Landesstraße L 3081 von Volkmarsen nach Herbsen nördlich der Wüstung.

## Geschichte
Im Jahre 1294 wurde „Regerluttersen“ erstmals urkundlich erwähnt, als Graf Otto I. von Waldeck den Ritter Dietrich von Mederike u. a. mit dem Freigericht neben dem bisher in Külte tagenden Freistuhl belehnte und diesen nach Regerluttersen verlegte; dieser Freistuhl fand 1513 letztmals urkundliche Erwähnung, als Evert von Gudenberg von den Waldecker Grafen damit belehnt wurde. 
Ansonsten fand der Ort nur sporadisch urkundliche Erwähnung. Im Jahre 1336 überließ der Ortsadelige Albert Dickebier dem Kloster Bredelar einen Hof in „Regerlutersen“, wofür das Kloster eine Memorie einrichten sollte, und diese Übertragung wurde 1443 wiederholt. 1343 fand sich die Schreibweise „Reygerlutterscen“ in einer Urkunde des Klosters Bredelar. 1485 belehnte der Kölner Erzbischof Hermann IV. den Burkhard Rabe von Pappenheim mit dem Kirchenpatronat und Zehnten zu „Reigersluterschen“. Als Friedrich von Twiste im Jahre 1510 den waldeckschen Teil der nahen Wetterburg mit allem Zubehör, dem Dorf Külte, den Höfen Büllinghausen und Odelbecke etc. für 800 Rheinische Gulden wiederkäuflich erwarb, gehörte auch der Zehnte von Reigerlütersen zum Zubehör der Wetterburg. 1518 verkaufte das Kloster Bredelar dem Süsternhaus in Mengeringhausen eine Kornrente aus dem Gut zu Reigerlütersen für 55 Gulden.
Die im 15. Jahrhundert belegte Kirche wird noch 1537 genannt, wird aber schon 1564 mitsamt dem Dorf als wüst bezeichnet.